# Liste de films tournés à Harlem
Ceci est une liste de films tournés dans le quartier de Harlem à New York. Elle ne prétend pas être exhaustive, et liste les films ayant été essentiellement ou en partie tournés à Harlem. Apparaissent aussi les films ayant Harlem pour décor mais n'y ayant pas été tournés.

## Contexte
Le cinéma a adapté de nombreuses œuvres littéraires de la Renaissance de Harlem : par exemple, celle de Chester Himes, Cotton Comes to Harlem réalisé par Ossie Davis en 1970. D'autres retracent la période d'apogée du quartier dans les années 1920 : Francis Ford Coppola, Cotton Club (1984), Eddie Murphy, Les Nuits de Harlem (1989) ou Rodney Evans, Brother to Brother (2004). Avec Harlem Story (The Cool World, 1963), la cinéaste Shirley Clarke évoque, sous la forme semi-documentaire, le destin d'un bande d’adolescents noirs. Rachid Bouchareb dans son film Little Senegal (2001) met en scène un Sénégalais qui part aux États-Unis pour retrouver les descendants de ses ancêtres. Il se retrouve dans le quartier de Harlem où vit la communauté africaine, Little Senegal.

## Années 1930
- 1932 : Harlem is Heaven (en) d'Irwin Franklyn (en)
- 1935 : Murder in Harlem d'Oscar Micheaux
- 1937 : Dark Manhattan (en) de Harry L. Fraser
- 1939 : 
  - Moon Over Harlem (en) de Edgar G. Ulmer
  - Paradise in Harlem (en) de Joseph Seiden (en)

## Années 1940
- 1947 : Hi-De-Ho (en) de Josh Binney (en)
- 1949 : Souls of Sin (en) de Powell Lindsay (en)

## Années 1950
- 1953 : Harlem Detective (en) de Bob Eberle
- 1957 : Beau James (en) de Melville Shavelson

## Années 1960
- 1963 : The Cool World de Shirley Clarke
- 1964 : Le Prêteur sur gages (The Pawnbroker) de Sidney Lumet

## Années 1970
- 1970 : Cotton Comes to Harlem de Ossie Davis
- 1971 : Shaft, les nuits rouges de Harlem (Shaft) de Gordon Parks
- 1972 : Meurtres dans la 110e rue (Across 110th Street) de Barry Shear
- 1974 : From These Roots de William Greaves (en)
- 1975 : Aaron Loves Angela (en) de Gordon Parks Jr.

## Années 1980
- 1984 : 
  - The Brother from Another Planet de John Sayles
  - Cotton Club de Francis Ford Coppola
- 1988 : Looking for Langston d'Isaac Julien

## Années 1990
- 1990 : Paris Is Burning de Jennie Livingston
- 1991 : 
  - A Rage In Harlem de Bill Duke
  - New Jack City de Mario Van Peebles
- 1992 : Juice de Ernest R. Dickerson
- 1994 : A Great Day in Harlem deJean Bach (en)
- 1995 : Une journée en enfer (Die Hard 3) de John McTiernan
- 1998 : The Spitball Story de Jean Bach (en)

## Années 2000
- 2001 : La Famille Tenenbaum (The Royal Tenenbaums) de Wes Anderson
- 2006 : 
  - The Black Donnellys (série télévisée fréquemment tournée à Harlem), scénario de Mick Betancourt (en)
  - Killa Season (en) de Cam'ron
- 2007 : 
  - August Rush de Kirsten Sheridan
  - Le Prix de la loyauté (Pride and Glory) de Gavin O'Connor
  - American Gangster de Ridley Scott
  - The Ministers de Franc. Reyes (en)
- 2009 : Precious de Lee Daniels

## Source
- Films tournés à Harlem sur l'Internet Movie Database